# Емісійний спектр
А́томні спе́ктри — оптичні спектри, що утворюються при випромінюванні атомарної пари або газу. На відміну від суцільних спектрів твердих та рідких тіл і смугастих молекулярних спектрів атомні спектри складаються з окремих ліній, тобто є лінійчатими.
Випромінювання атомів зумовлене переходами атомів із стану з більшою енергією E2 у стан з меншою енергією E1.
Частота випромінювання ν визначається з формули 
hν = E2 — E1,
де h — стала Планка. 

Атомний спектр гідрогена.

Атомний спектр феруму.

Спектральні лінії об'єднуються в спектральні серії. Найпростіший за будовою атом гідрогену має кілька серій, в яких положення ліній добре визначається формулою Бальмера. В атомні спектри багатоелектронних атомів теж вдається згрупувати лінії в серії, але з складнішою закономірністю, ніж формула Бальмера.
Атомні спектри виникають при нагріванні газу або при електричному розряді всіх видів (дуга, іскра та ін.) через гази. В першому випадку причиною збудження атомів є зіткнення їх з іншими атомами, в другому — з електронами. Теорія атомних спектрів є основою спектрального аналізу.